# St. Johannes der Täufer (Wipfeld)

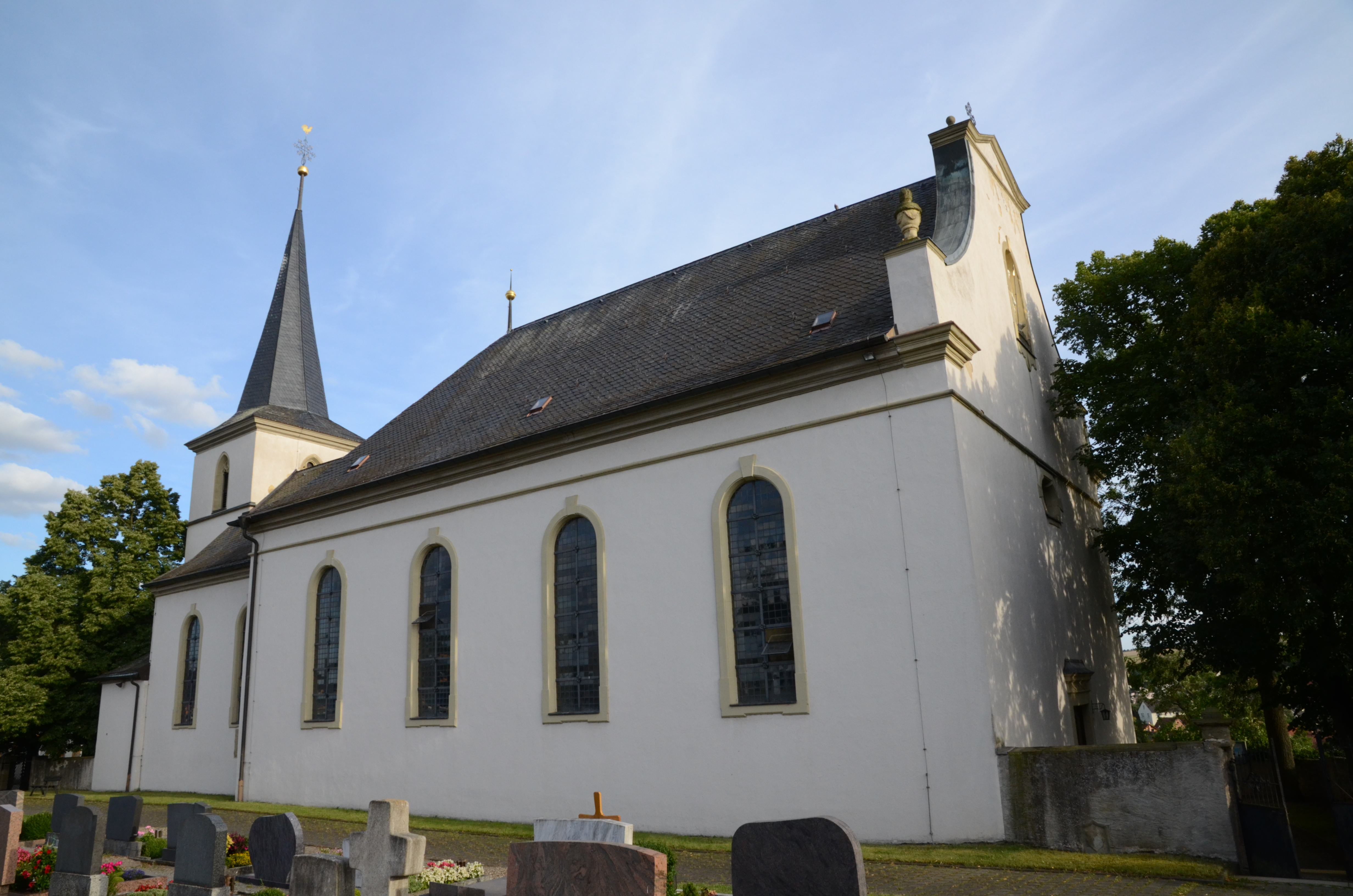
St. Johannes der Täufer (Wipfeld)

Die römisch-katholische, denkmalgeschützte Pfarrkirche St. Johannes der Täufer steht in Wipfeld, einer Gemeinde im Landkreis Schweinfurt (Unterfranken, Bayern). Die Kirche ist unter der Denkmalnummer D-6-78-196-7 als Baudenkmal in der Bayerischen Denkmalliste eingetragen. Die Pfarrei gehört zur Pfarreiengemeinschaft Luisenhöhe (Schwanfeld) im Dekanat Schweinfurt-Süd des Bistums Würzburg.

## Beschreibung
Der mit einem achtseitigen Knickhelm bedeckte Julius-Echter-Turm im Osten der Saalkirche stammt aus dem Jahre 1599. Nach Westen wurde 1615 der Chor angebaut und an diesen wiederum 1786–90 das breitere Langhaus. 
Die Kirchenausstattung ist klassizistisch. Der Hochaltar stammt von Materno Bossi. Die Statuen auf der Predella, die von Johann Peter Wagner geschaffen wurden, stammen aus dem Kloster Heidenfeld. Die 1908 von Franz Hochrein gebaute Orgel hat 16 Register, zwei Manuale und ein Pedal.